# Zachraňte milenky
Zachraňte milenky je studiové album Jakuba Smolíka, které vyšlo v roce 1999 jako audiokazeta a CD.

## Seznam skladeb
1. "Odpouštěj" (h:Zdeněk Barták / Jakub Smolík) -
2. "Posel dobrejch zpráv" (h:František Kasl / František Kasl) -
3. "Z dlaně mi hádej" (h:Jakub Smolík / Petr Rada) -
4. "Budíky" (Tira e Molla, Mauro Pauluzzi, Roberto Vecchioni / Pavel Žák)
5. "Zahrada ticha" (h:Projektil / Projektil) -
6. "Sám v dešti" (h:Jakub Smolík / Petr Husák) -
7. "Noční hráč" (h:František Kasl / František Kasl) -
8. "Maminka" (h:Charles Aznavour / Oskar Mann) -
9. "Vzpomínka" (h:Zdeněk Barták / Eduard Krečmar) -
10. "Hvězdička" (h:Petr Novák / Eduard Krečmar) -
11. "Nechat si zdát" (h:František Kasl / František Kasl) -
12. "Zachraňte milenky" -(h:František Kasl / František Kasl)